# Mario Torres
Mario Julio Torres Peralta (Coquimbo, 27 de abril de 1922–Santiago, 22 de enero de 2019) fue un ingeniero comercial y político demócratacristiano chileno. Hijo de Julio Torres Miranda y de Bertina Peralta Rodríguez. Contrajo matrimonio con Yolanda Rojas Barrera.

## Actividades profesionales
Educado en el Liceo de Hombres de La Serena, donde obtuvo el grado de Bachiller en Biología y Química. Pasó luego a la Pontificia Universidad Católica de Chile, en Santiago, donde estudió Ingeniería Comercial.
Se desempeñó como funcionario en la Caja de Previsión de Empleados Particulares de Coquimbo y de Santiago (1946-1965). Fue presidente del Sindicato de Empleados Particulares del Puerto de Coquimbo (1952-1962) y presidente provincial de la CEH (1954-1962).

## Actividades políticas
Militante del Partido Demócrata Cristiano desde su fundación (1958). Elegido Regidor de Coquimbo (1963-1965) y Diputado por la 4ª agrupación departamental de La Serena, Coquimbo, Elqui, Ovalle, Illapel y Combarbalá (1965-1969), integrando la comisión permanente de Hacienda y la de Agricultura y Colonización.
Reelegido Diputado por el mismo distrito (1969-1973), esta vez participó de la comisión permanente de Minería.
Nuevamente elegido Diputado por la 4ª agrupación departamental (1973-1977), integrando la comisión permanente de Trabajo  y Seguridad Social. Sin embargo, vio interrumpida su labor debido al Golpe de Estado y la consecuente disolución del Congreso Nacional, el 21 de septiembre de 1973

## Historial electoral

### Elecciones municipales de 1963
- Elecciones municipales de 1963, Coquimbo[2]

### Elecciones parlamentarias de 1969
- Elecciones parlamentarias de 1969 - Diputados para la 4° Agrupación Departamental (Coquimbo)[3]

### Elecciones parlamentarias de 1973
- Elecciones parlamentarias de 1973 - Diputados para la 4° Agrupación Departamental (Coquimbo)